# Labanang lalake!
Labanang lalake! è un film del 1965 diretto e sceneggiato da Armando Garces, con protagonisti Joseph Estrada e Jess Lapid.

## Distribuzione
Il film è stato distribuito nel circuito cinematografico filippino il 26 settembre 1964.